# Национални парк Словачки рај
Национални парк Словачки рај (слч. Národný park Slovenský raj) је један од девет националних паркова Словачке, стациониран у источном делу земље.

## Површина и локација
Национални парк обухвата планински ланац Словачки рај, који се налази у планинској регији Словачко рудогорје.
Парк је површине 197,63 km² а покрива и заштитну зону око парка, која се протеже на 130,11 km². У парку се налази једанаест националних природних резервата и осам резервата природе. У парку се налази око 300 км бициклистичке стазе опремљених сигурносним оградама, ланцима и мостовима. У Словачком рају се налази око 350 пећина, али је само Добринска ледена пећина отворена за јавност. Ова пећина је уједно и на УНЕСКО листи светских баштина од 2000. године.

## Настанак и историја
Први заштићени резерват на подручју Словачког раја основан је 1890. године. Прва заштићена биљка је била Рунолист, 1936. године.
Име Словачки рај први пут се појављује 1921. године у часопису Лепота Словачке. Прва заштићена зона на подручју данашњег националног парка основана је 21. августа 1964. године. Област је прекласификована у национални парк 18. јануара 1988. године.

## Географија
Национални парк је ситуиран у Банскобистричком крају, Брезну, Прешовском крају, Попраду и у региону Кошичког краја, а припада дикстриктима Спишка Нова Вес и Рожњава).
Реке и потоци су формирали многе клисуре, кањоне, долине, пећине и водопаде у Словачком рају, при чему је река Хорнад најважнија за подручје. Најпознатија клисура је Велки Сокол, која је са 4,5 км дужине уједно и најдужа. У националном парку налазе се још Суха Бела, Пиецки и клисура Кисел, као и бројни водопади. Приелом Хорнад је најдужи кањон са 11,7 км, а садржи и највећу разноликост врста. Највиши водопад је Завојов водопад, висине 70 м. Највећи водени резервоар је Палцманска Маша, формиран 1956. године, који покрива површину од 0,85 km² ,а користи се за пливање, водени спорт, риболов и друге рекреативне активности.
Највиши врх је Предња рупа са 1.545 м висине. Стена позната под именом Томашовски, висине 680 м је изузетно популарна за планинаре и остале посетиоце, јер се са ње пружа јединствени поглед. Најнижа тачка у националном парку је Хорнада, која се налази на висини од 470 м.

## Биологија и екологија
Словачки рај је место са највећим бројем лептира на простору Словачке, са 6.6 лептира на 1 km². Предео Коапанечке луки изузетно је богат васкуларним биљкама, са 75 јединки по 1м2.
У националном парку се налази око 4000 врста бескичмењака, заједно са 2100 врста лептира, 400 врста буба и 150 врста сисара, укључујући медведе, лисице, вукове, дивље мачке, јелене, дивље свиње и куне. Национални парк је дом 65 угрожених животиња, укључујући степског сокола и европску текуницу.
Шума прекрива 90% парка, а најраспрострањеније врсте дрвећа су буква, смрча, јела и бор. У парку се налази 930 врста биљака, а 35 њих су заштићене законом. Поред тога, парк је дом за шест ендемских биљака.

## Туризам
Најпознатија туристичка места и одмаралишта су Чинго и Подлесок на западу, Дјединки на југу и Клашториско, стациониран у срцу националног парка. Најпосећенија места у парку су Добринска ледена пећина и Суча Бела Џорџ.
Парк нуди око 300 км планинарских стаза и неколико бициклистичких стаза. Једна од најпосећенијих рута је Приелом Хорнаду. У северном делу Словенског раја налазе се два главна туристичка центра овог краја: Чингов и Подлесок. Повезани су са маркираном трасом дужине 15 км, која води кроз кањон дуж реке Хорнад.